# Генетический банк семян имени Н. И. Вавилова
Генетический банк семян имени Н. И. Вавилова — крупная ботаническая коллекция. Кубанский генетический банк семян был создан в 1976 году. Во Всероссийском НИИ растениеводства им. Н. И. Вавилова (ВИР) была собрана одна из самых крупных в мире и богатых по видовому представительству коллекция мирового генетического разнообразия растений, которая насчитывает около 400 000 образцов. Большая часть этой коллекции хранится в контролируемых условиях (+4,5 °C) в подземном хранилище филиала института «Кубанский генетический банк семян». В ВИРе накоплен огромный фактический и экспериментальный материал по изучению мировых растительных ресурсов в разных эколого-географических зонах, что обеспечивает ежегодно создание сотен новых сортов и гибридов.